# Tobias Kracker
Tobias Kracker (* 1658; † 1736 vermutlich in Wien) war ein deutscher Bildhauer und Maler.
Tobias Kracker entstammte einer Künstlerfamilie, die während des 17. Jahrhunderts in Wien und später im Bereich der gesamten Habsburgermonarchie tätig war. Er lernte bei seinem gleichnamigen Vater (Tobias Kracker d. Ä., † nach 1691), von dem Arbeiten (Portalfiguren und Altären) für das  Wiener Schottenstift überliefert sind und zu dessen Schülern u. a. Balthasar Permoser zählte, der sich in den Jahren von 1670 bis 1675 in Wien aufhielt. 
Tobias Kracker d. J. wirkte gemeinsam mit Johann Bernhard Fischer von Erlach und Paul Strudel an den Arbeiten zur Wiener Pestsäule mit. Weiters lieferte Tobias d. J. Modelle für die Prunksärge der Kaiser Leopold I. und Joseph I. für die Wiener Kapuzinergruft.